# Год зайца (роман)
«Год зайца» (фин. Jäniksen vuosi) — роман финского писателя Арто Паасилинна, написанный в 1975 году, который по китайскому гороскопу считался годом Зайца. Книга была издана концерном Weilin+Göös, а позднее была переиздана крупными финскими издательствами WSOY и Gummerus. Роман был переведён на 20 языков, в том числе на английский, русский, итальянский, французский, немецкий, венгерский, датский и др. Это самый читаемый роман Арто Паасилинна. В 1994 году книга вошла в список представительных книг, составленный ЮНЕСКО. Примечательно, что это одна из шести финских книг, вошедших в список.

## Сюжет
Журналист Каарло Ватанен (Kaarlo Vatanen), возвращаясь летом из командировки со своим другом-фотографом, подбирает травмированного зайчонка, попавшего под их автомобиль. Ватанен решает попрощаться со своей прежней жизнью и начинает своё увлекательное путешествие по Финляндии в компании с зайцем.

## Экранизации
Роман был экранизирован два раза:
- в Финляндии режиссёром Ристо Ярва «Год зайца»[англ.] (Jäniksen vuosi, 1977);
- во Франции режиссёром Марком Ривьером[фр.] «Заяц Ватанена» (Le Lièvre de Vatanen, 2006).